# Iglesia de San Esteban (Sevilla)
La iglesia de San Esteban de Sevilla es un templo católico situado en el barrio de San Bartolomé, en el casco histórico de la ciudad. Data del siglo XIV y es de estilo gótico-mudéjar.
Este templo fue levantado sobre lo que era una antigua mezquita, presentando tres naves con ábside, dos portadas ojivales en piedra de principios del siglo XV y una torre del siglo XVIII con campanario.
Tuvo que ser reconstruido tras los daños sufridos por el terremoto de Lisboa de 1755. En su interior existen retablos, imágenes y lienzos de gran valor, tanto artístico como histórico y cultural, atribuidos a importantes artistas como Miguel Polanco y Zurbarán.
Es iglesia filial de la parroquia de San Bartolomé, atendida por sacerdotes de la Obra de la Iglesia, y acoge las hermandades del Cristo del Buen Viaje y de Nuestra Señora de la Luz.

## Exterior

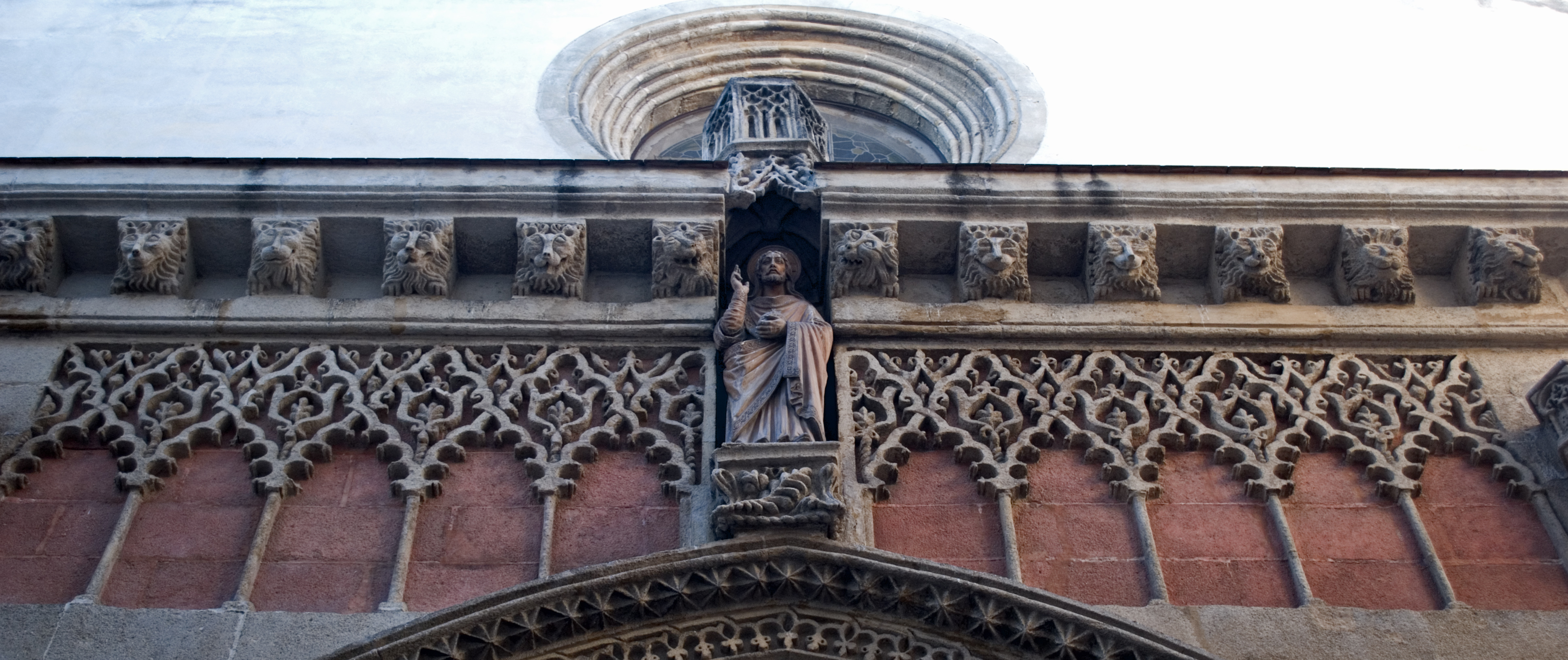
Detalle de la portada ubicada a los pies de la nave.

La iglesia cuenta en su exterior con dos magníficas portadas ojivales en piedra, abocinadas y con arquivoltas; La más artística, con bellas imágenes sobre columnas y bajo doselete, se sitúa a los pies de la iglesia, y luce superiormente un magnífico cuerpo de arcos ciegos polilobulados con paño de sebka que se remata por una fina línea de canes labrados en piedra en forma de cabeza de león. La otra, situada en el lateral de la epístola, donde sobresale la línea de puntas de diamante del arco interior. La fecha de estas portadas se estima de principios del siglo XV.
La torre, adosada al testero de la nave de la Epístola, es producto de varias restauraciones. Edificada a finales del siglo XVII por Juan Gómez, padeció los efectos del terremoto de Lisboa de 1755, siendo entonces reconstruida según proyecto de Pedro de Silva en 1758 y ejecutada por su hijo Andrés.

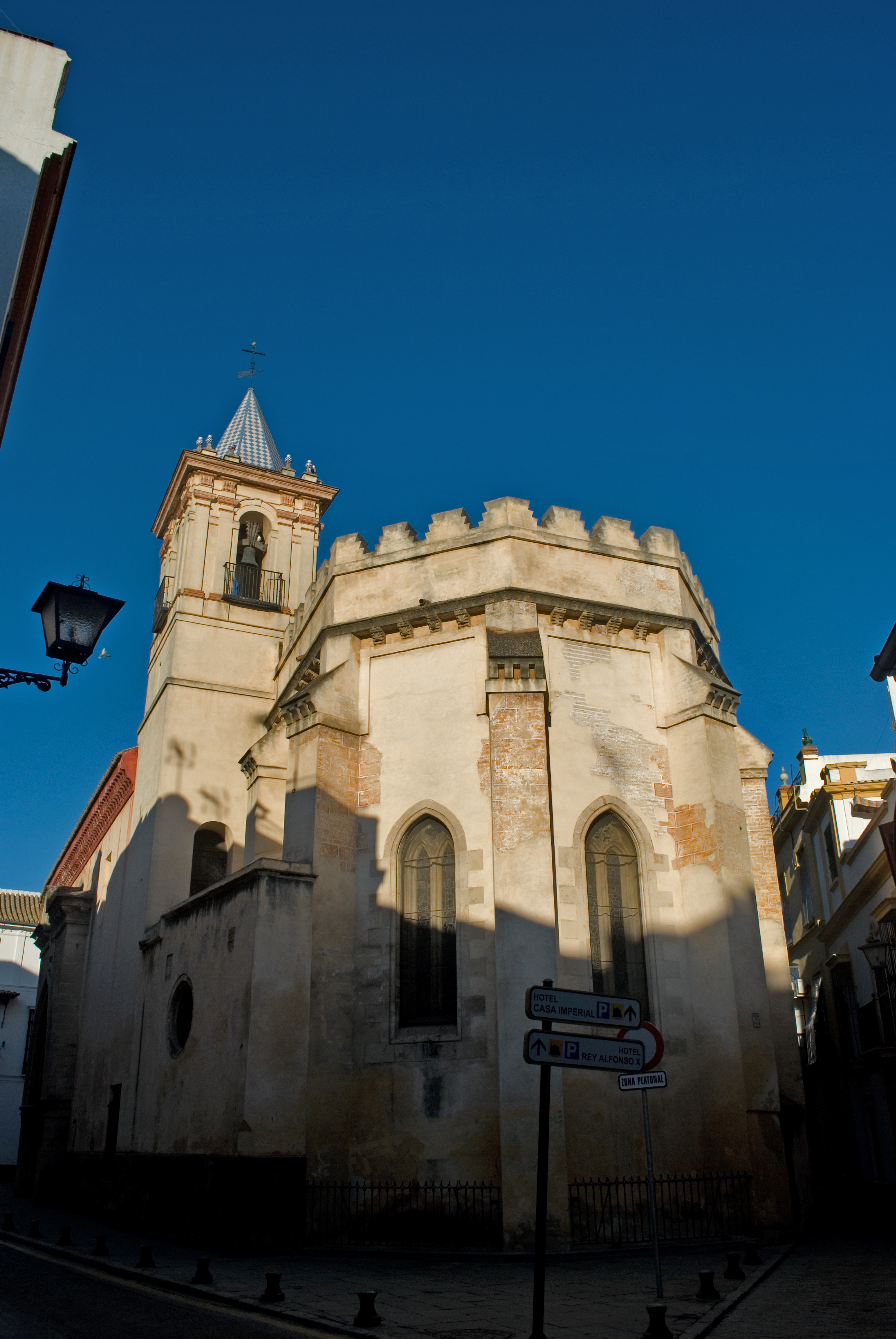
Ábside poligonal
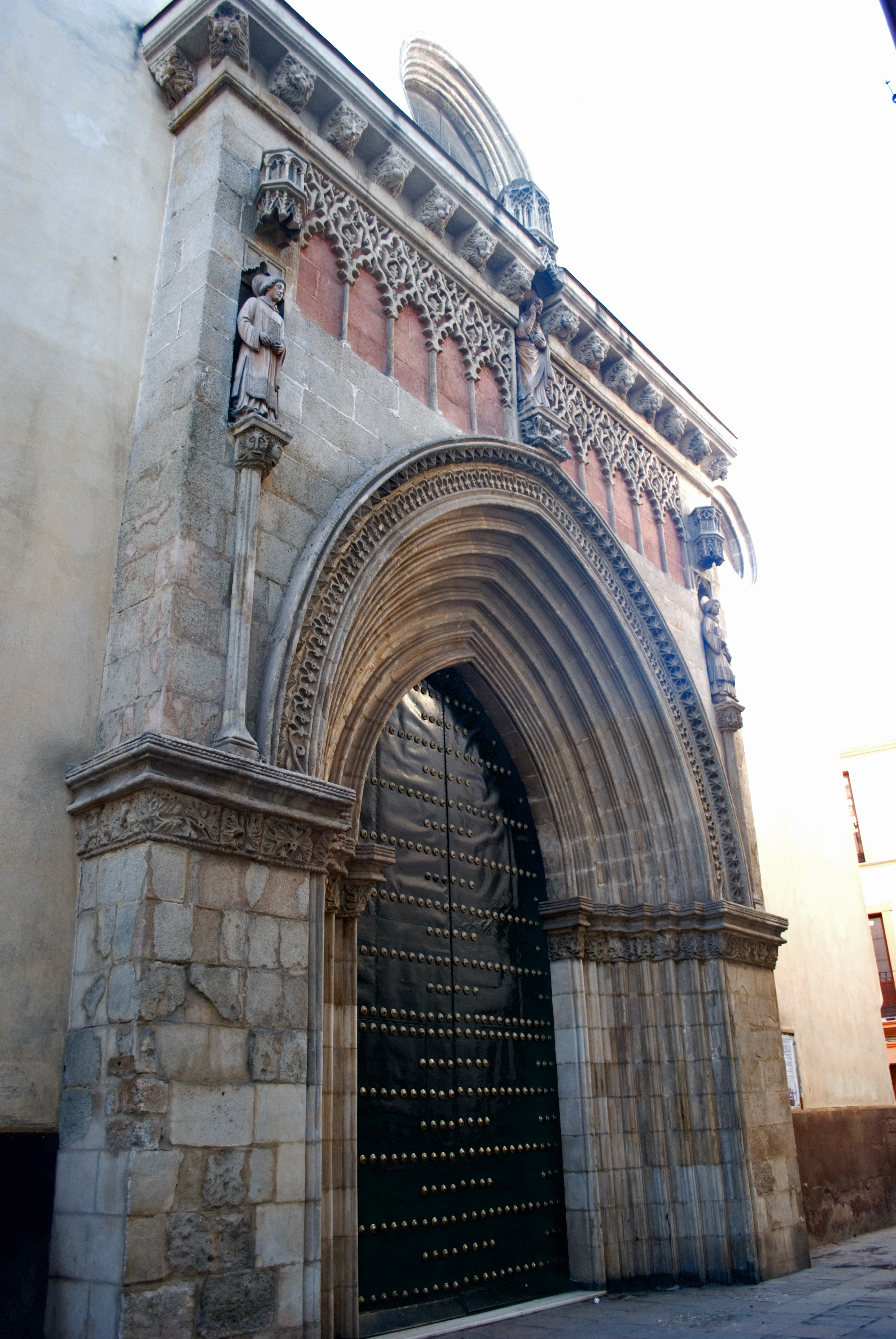
Portada a los pies de la iglesia

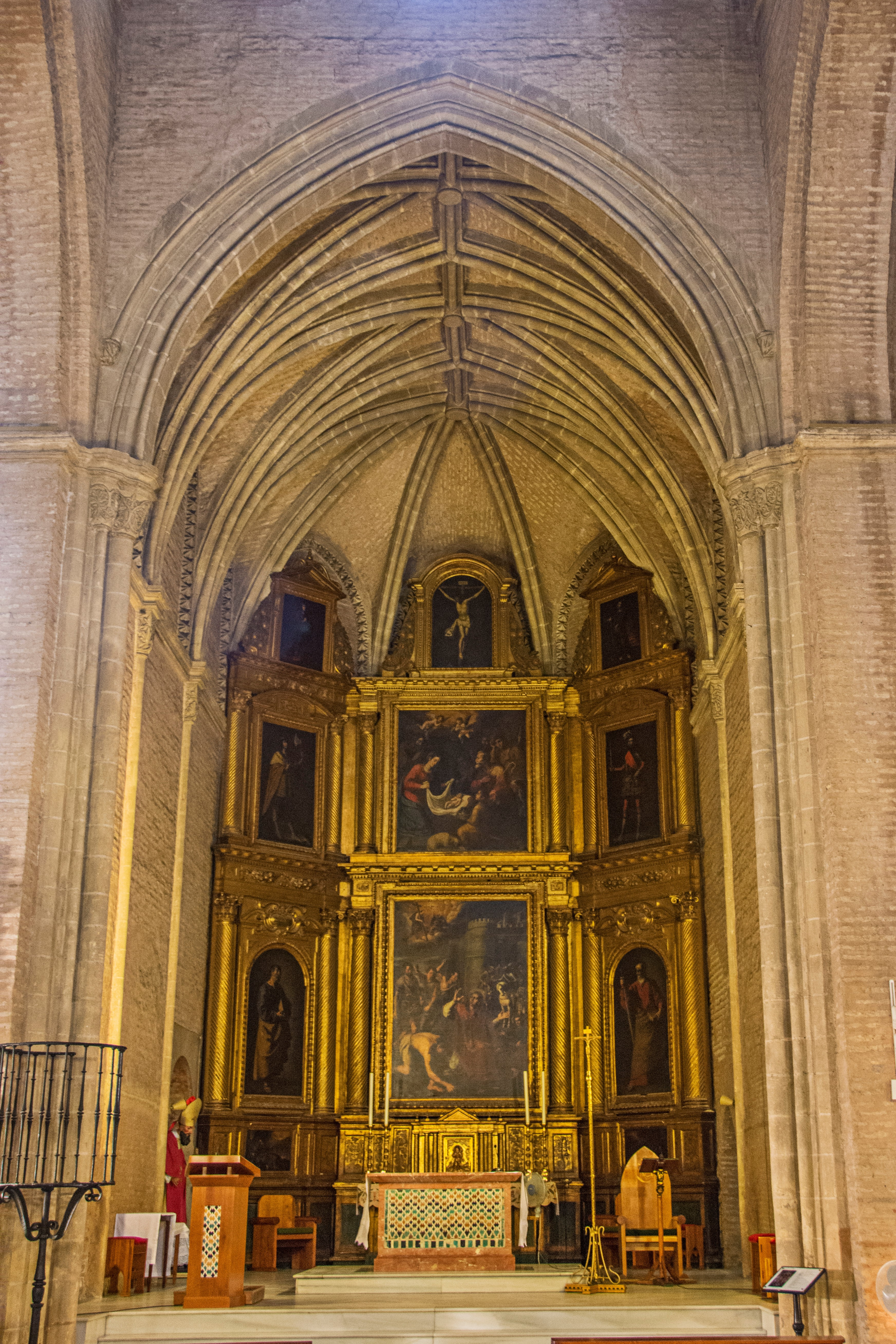
Retablo mayor de la iglesia, iniciado en 1629, contiene pinturas de Francisco de Zurbarán y hermanos Polanco.

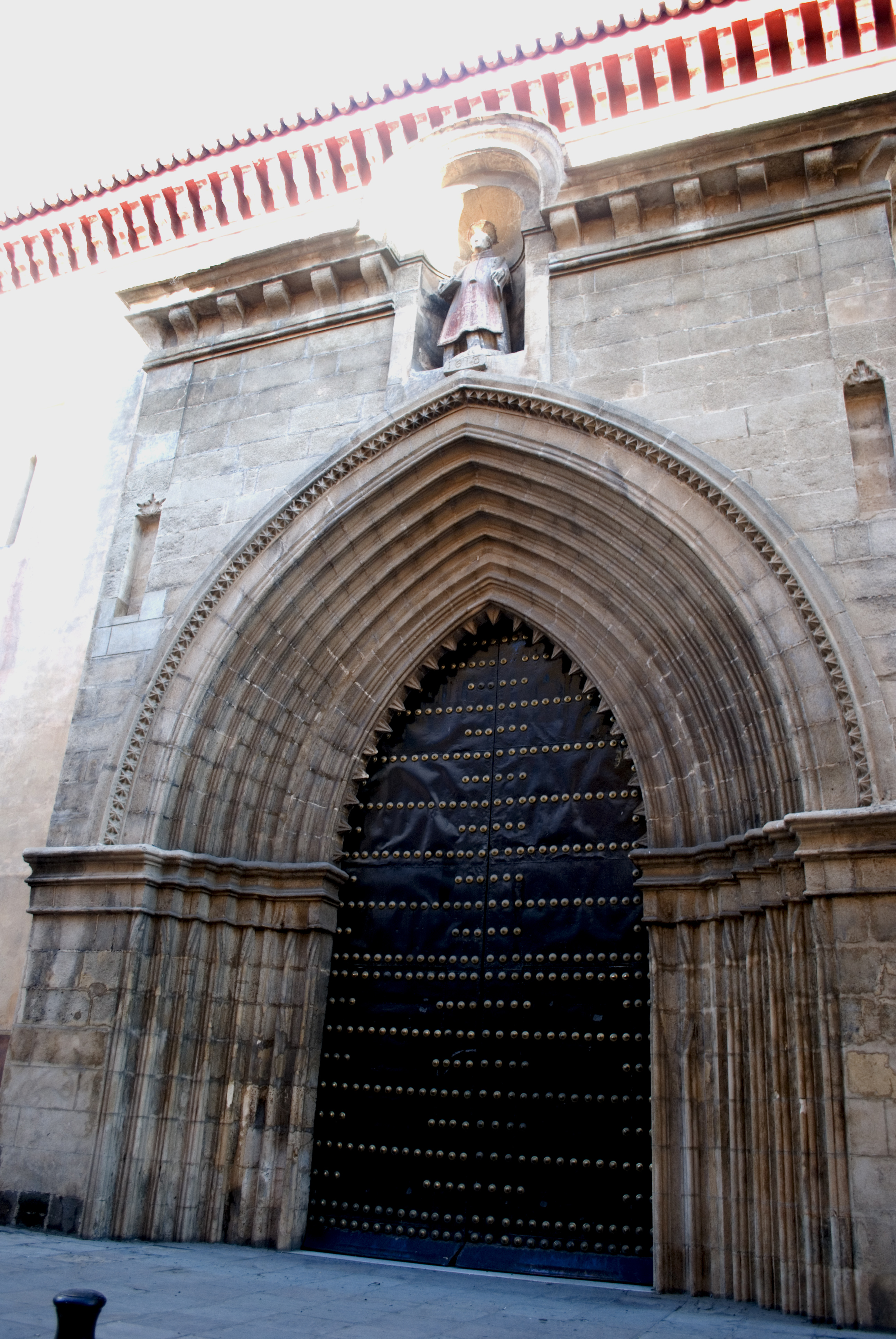
Portada lateral

## Interior
Tres naves longitudinales de ladrillo, la central más ancha y alta que las laterales, separadas por altos pilares también de ladrillo sobre los que apoyan los arcos apuntados que soportan el artesonado de madera y estilo mudéjar de la cubierta. Y como es habitual en este tipo de iglesias, el presbiterio, donde se encuentra la Capilla Mayor, es profundo y acabado en ábside poligonal, y se cubre con bóveda de piedra dividida en tramos por nervaduras góticas.

### Elementos decorativos
El retablo mayor es obra de Luis de Figueroa, de 1629, que contiene seis lienzos de Francisco de Zurbarán (Visión de San Pedro, Conversión de San Pablo, San Pedro, San Pablo, San Hermenegildo y San Fernando) y los dos centrales atribuidos a los hermanos Polanco y que representan el martirio de San Esteban, la Adoración de los pastores y Cristo crucificado. La mesa del altar, en el centro del presbiterio, presenta un fragmento de alicatado mudéjar del último tercio del siglo XIV.
En la nave de la izquierda se levanta la Capilla del Sagrario, precedida de una monumental portada barroca que preside un lienzo de San Juan de Ribera realizado por Alfonso Grosso (1893-1983). En su interior, profusamente decorado con yeserías policromadas de 1767, se encuentra, en el centro de un retablo barroco, una notable Inmaculada Concepción, obra de Agustín Perea (1650-1701).
En la nave de la derecha recibe culto el Cristo de la Salud y del Buen Viaje, escultura del siglo XVII, y a continuación la virgen de los Desamparados, obra de Manuel Galiano. A los pies de esta nave se exhibe un retablo de principios del siglo XIX, con una escultura de Santa Ana y la virgen de la misma época.

## Hermandad

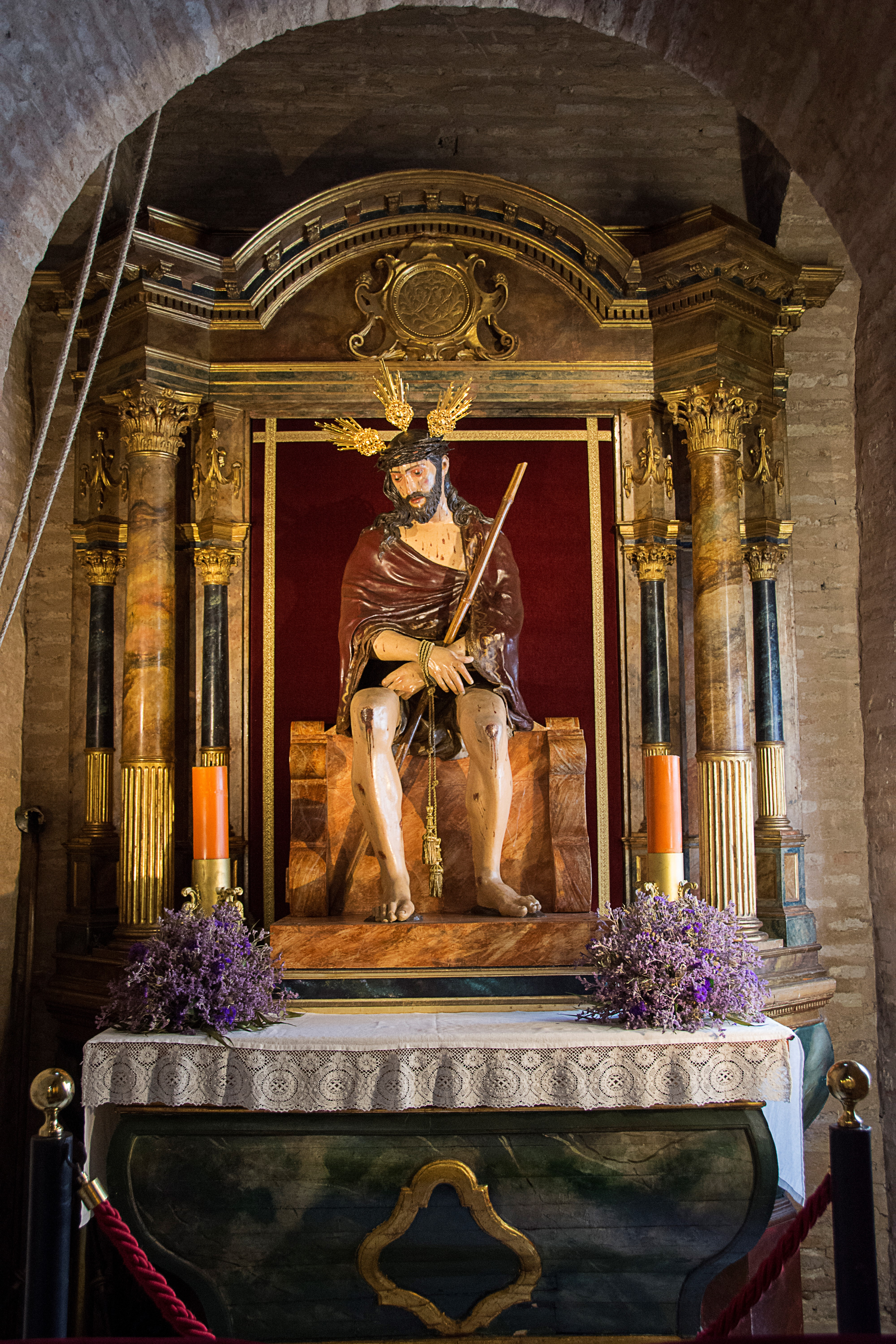
Cristo de la Salud y del Buen Viaje.

La iglesia es sede de la Cofradía del Cristo de la Salud y Buen Viaje, que procesiona a la iglesia catedral los martes Santo. También de la Hermandad de la Virgen de la Luz, que hace procesión anual con su imagen en el mes de septiembre.